# Liste der Tomatensorten/L
Erläuterungen und Quellen: Siehe Hauptartikel!
| Tomatensorte                                                                                 | Bild | Beschreibung | Quellen                         |
| -------------------------------------------------------------------------------------------- | ---- | --- | ------------------------------- |
| L 23/172-2-3 Fs                                                                              |      | | j                               |
| L 305                                                                                        |      | Züchter: Fotev Yurij Valentinovich | j                               |
| L 315/304-8-4-F 7                                                                            |      | | j                               |
| L 420 840 2 12                                                                               |      | Züchter: Gorshkova Nina Sergeevna, Hovrin Aleksandr Nikolaevich, Maksimov Sergej Vasilievich, Tereshonkova Tatiyana Arkadievna | j                               |
| L 45/317-1-(B) F 8                                                                           |      | | j                               |
| L 47 K 2                                                                                     |      | Züchter: Bekov Rustam Hizrievich | j                               |
| L 488                                                                                        |      | Züchter: Produkcja I Hodowla Roslin Ogrodniczych Krzeszowice Sp. Z O.O. | j                               |
| L 512                                                                                        |      | Züchter: Ossami Furumoto, Alice Kazuko Inoue-Nagata, Alice Maria Quezado Duval | j                               |
| L 635                                                                                        |      | Züchter: Alice Kazuko Inoue-Nagata, Ossami Furumoto, Alice Maria Quezado Duval | j                               |
| L 769/15                                                                                     |      | | j                               |
| L 770/15                                                                                     |      | | j                               |
| L. Macrocarpum Lutea                                                                         |      | | d                               |
| L'Ainesse                                                                                    |      | | o                               |
| L'Ainesse                                                                                    |      | Züchter: R.W. Laine | j                               |
| L'Vinoe Serdtse (oder: Lvinoe Serdtse. Lwinoje Serdste)                                      |      | Züchter: Myazina Lyubov' Anatolievna | c, d, j                         |
| L'Vovich                                                                                     |      | Züchter: Gladkov Dmitrij Sergeevich, Semenova Anna Nikolaevna | j                               |
| La 118                                                                                       |      | | g, h                            |
| La 2644                                                                                      |      | | c, d                            |
| La 2998                                                                                      |      | | c, d                            |
| La Carotina                                                                                  |      | Züchter: Domaine Public (Fr) | d, j, k                         |
| La Dehesa                                                                                    |      | Züchter: Unilever Best Foods N.A. | j, o                            |
| La Destrousse                                                                                |      | | c                               |
| La Jaune                                                                                     |      | | j, o                            |
| La Malva                                                                                     |      | Züchter: Unilever Best Foods N.A. | j, o                            |
| La Negra Del Pais                                                                            |      | | c, n                            |
| La Nucia Golosina                                                                            |      | Züchter: Arno Kahne | c                               |
| La Parmense                                                                                  |      | | j                               |
| La Posta                                                                                     |      | | j                               |
| La Premiere                                                                                  |      | | f, g, h                         |
| La Roca                                                                                      |      | | o                               |
| La Rochapes                                                                                  |      | | c, d                            |
| La Roma                                                                                      |      | | c, d                            |
| La Roma III F1                                                                               |      | | c, d                            |
| La Rossa                                                                                     |      | | j                               |
| La Sebre                                                                                     |      | | d                               |
| La Serbe                                                                                     |      | | c, d                            |
| La Serena                                                                                    |      | Züchter: Unilever Best Foods N.A. | j, o                            |
| Labamba                                                                                      |      | | j                               |
| Labell                                                                                       |      | Züchter: De Ruiter Zonen (Nl) | j                               |
| Labrador                                                                                     |      | | c, d                            |
| Lacey                                                                                        |      | | j                               |
| Lacivert                                                                                     |      | | j                               |
| Lacrima                                                                                      |      | Züchter: Syngenta Seeds B.V. | j                               |
| Lada                                                                                         |      | Züchter: Myazina Lyubov' Anatolievna | c, d, j                         |
| Ladino                                                                                       |      | | j                               |
| Ladino Di Panocchia                                                                          |      | | d                               |
| Ladislav                                                                                     |      | | j                               |
| Ladiva                                                                                       |      | Züchter: De Ruiter Seeds B.V., Leeuwenhoekweg 52, P.O. Box 1050, 2660 Bb, Bergschenhoek The Netherlands | j, o                            |
| Ladner                                                                                       |      | | j, o                            |
| Ladoga                                                                                       |      | Züchter: Rijk Zwaan Zaadteelt En Zaadhandel B.V. | g, h, j, o                      |
| Ladushka                                                                                     |      | Züchter: Andreeva Evgeniya Nikolaevna, Nazina Sofiya Luisovna, Ushakova Mariya Ivanovna | j                               |
| Lady                                                                                         |      | Züchter: W Weibull | j, o                            |
| Lady Aireen Sweetie Pie (oder: Lady Aireen Sweety Pie)                                       |      | Züchter: Dreschflegel e. V. | f, j                            |
| Lady Bird (oder: Ladybird)                                                                   |      | | c, d, e, g, h, n                |
| Lady Juani                                                                                   |      | | j                               |
| Lady Luck (oder: Gospozha Udacha)                                                            |      | | e                               |
| Lady Lucy                                                                                    |      | | c, d                            |
| Lady Red                                                                                     |      | Züchter: Hazera Genetics Ltd (Il)/Yissum Research Dev Of The Hebrew University Of Jerusalem (Il) | j                               |
| Lady Rosa                                                                                    |      | | j                               |
| Ladylee                                                                                      |      | Züchter: Hazera Genetics | j, o                            |
| Laesa                                                                                        |      | | g, h                            |
| Laeta                                                                                        |      | | g, h                            |
| Laetizia (oder: Laetitia)                                                                    |      | Züchter: Tezier Sa (Fr) | j                               |
| Laf                                                                                          |      | | g, h                            |
| Lafanya                                                                                      |      | Züchter: Andreeva Evgeniya Nikolaevna, Sysina Elena Artemievna, Nazina Sofiya Luisovna, Bogdanov Kirill Borisovich, Ushakova Mariya Ivanovna | j                               |
| Lafayette                                                                                    |      | | c, d, g, h                      |
| Lafita                                                                                       |      | | j, o                            |
| Lafitte                                                                                      |      | Züchter: Syngenta Seeds B.V. | j, o                            |
| Lafranca                                                                                     |      | | j                               |
| Lagenda                                                                                      |      | Züchter: Bontems Silvian | j, o                            |
| Lagertomate                                                                                  |      | | n                               |
| Lagertomate Gelb-Rot                                                                         |      | | m, n                            |
| Lagertomate Oval                                                                             |      | | n                               |
| Lagertomate Rot                                                                              |      | | c                               |
| Lagidnij (oder: Lagidnyi)                                                                    |      | | c, d                            |
| Lagoon                                                                                       |      | | j                               |
| Laguna                                                                                       |      | Züchter: Hebrew Uni/Hazera | j, o                            |
| Lah Leh                                                                                      |      | | g, h                            |
| Lahman Pink                                                                                  |      | | k                               |
| Laietana                                                                                     |      | Züchter: De Ruiter Seeds | j, o                            |
| Laila                                                                                        |      | Züchter: Yissum Research Dev Of The Hebrew University Of Jerusalem (Il) | j                               |
| Lajf                                                                                         |      | Züchter: Alekseev Yurij Borisovich | j                               |
| Lajma                                                                                        |      | Züchter: Gavrish Sergej Fedorovich, Morev Viktor Vasilievich, Amcheslavskaya Elena Valentinovna, Volok Olga Anatolievna, Nikonovich Tatiyana Vladimirovna | j, o                            |
| Lakeland                                                                                     |      | | g, h                            |
| Laketa                                                                                       |      | | c, d, e, g, h                   |
| Laki                                                                                         |      | Züchter: Tarasov Yurij Dmitrievich | j                               |
| Lakomka                                                                                      |      | Züchter: Kondratieva Irina Yurievna | j                               |
| Lalezar                                                                                      |      | | j                               |
| Lalin                                                                                        |      | | j                               |
| Lamande                                                                                      |      | | j                               |
| Lamantin                                                                                     |      | Züchter: Nunhems B.V. | j                               |
| Lamara                                                                                       |      | | j                               |
| Lamas                                                                                        |      | | j                               |
| Lambada                                                                                      |      | Züchter: Vilmorin Sa (Fr) | c, d, e, g, h, j                |
| Lambert                                                                                      |      | Züchter: Plantico Hodowla I Nasiennictwo Ogrodnicze Zielonki Sp. Z O.O. | j                               |
| Lambert's General Grant                                                                      |      | | c, d                            |
| Lambik                                                                                       |      | | j                               |
| Lamia                                                                                        |      | | j                               |
| Lamia 3185                                                                                   |      | | j                               |
| Lampa                                                                                        |      | Züchter: Gavrish Sergej Fedorovich, Morev Viktor Vasilievich, Amcheslavskaya Elena Valentinovna, Degovtsova Tatiyana Vladimirovna, Volok Olga Anatolievna | j                               |
| Lampa Aladdina                                                                               |      | Züchter: Andreeva Evgeniya Nikolaevna, Sysina Elena Artemievna, Nazina Sofiya Luisovna, Bogdanov Kirill Borisovich, Ushakova Mariya Ivanovna | j                               |
| Lampadina                                                                                    |      | | c, d                            |
| Lampadina 3                                                                                  |      | | g, h                            |
| Lampadina 7                                                                                  |      | | g, h                            |
| Lämpchen Gelb                                                                                |      | | c                               |
| Lämpchen Rot                                                                                 |      | | c                               |
| Lampetie                                                                                     |      | Züchter: Hazera Genetics | j, o                            |
| Lampo                                                                                        |      | | j, o                            |
| Lampo F1                                                                                     |      | | j                               |
| Lana                                                                                         |      | Züchter: Iberoseed Cia. Iberica De Semillas, S.L. | c, d, j                         |
| Lancang                                                                                      |      | Züchter: Vilmorin S.A. | j, o                            |
| Lancelot                                                                                     |      | Züchter: Gabillard Daniel | j                               |
| Lancet                                                                                       |      | Züchter: Przedsiebiorstwo Nasiennictwa Ogrodniczego I Szkolkarstwa Spolka Akcyjna W Upadlosci Likwidacyjnej \Instytut Ogrodnictwa | j                               |
| Lancia                                                                                       |      | | c, d                            |
| Landino Di Panocchia                                                                         |      | | c, d, g, h                      |
| Landolino                                                                                    |      | Züchter: Syngenta Crop Protection Ag | j, o                            |
| Landreth                                                                                     |      | | c, e, g, h                      |
| Landry's Russian                                                                             |      | | e, g, h                         |
| Landshuter Riese                                                                             |      | | c, e, n                         |
| Langada                                                                                      |      | | c, d                            |
| Lange Dünne Bauerntomate                                                                     |      | | c                               |
| Lange Dünne Bauerntomate Aus Honduras                                                        |      | | m                               |
| Lange Große Kubanische                                                                       |      | | c, m                            |
| Langer Aermer (oder: Lange Aermer)                                                           |      | | c, d, f                         |
| Langer Erwin                                                                                 |      | | c, n                            |
| Langley                                                                                      |      | | j                               |
| Langundo                                                                                     |      | Züchter: Rijk Zwaan Zaadteelt En Zaadhandel B.V. | j, o                            |
| Lanset                                                                                       |      | | j                               |
| Lansing                                                                                      |      | | g, h                            |
| Lanzara                                                                                      |      | Züchter: De Ruiter Zonen (Nl) | j                               |
| Lap-Leaf                                                                                     |      | | c, d                            |
| Lapataia                                                                                     |      | | j                               |
| Lapillo                                                                                      |      | | j                               |
| Lapot                                                                                        |      | Züchter: Tarasov Yurij Dmitrievich | j                               |
| Lara                                                                                         |      | Züchter: Graines Gautier Sa (Fr) | j                               |
| Lara's Giant                                                                                 |      | | c, d, d                         |
| Laredo                                                                                       |      | Züchter: S&G Seeds B.V. | j, o                            |
| Lareina                                                                                      |      | Züchter: Hazera Genetics | j, o                            |
| Larende                                                                                      |      | | j                               |
| Larganto                                                                                     |      | | j                               |
| Largavida                                                                                    |      | | j                               |
| Large Barred Boar                                                                            |      | | c, d                            |
| Large Black And Red Boar                                                                     |      | | c, d                            |
| Large Dark Purple                                                                            |      | | c, d                            |
| Large Fruited                                                                                |      | | g, h                            |
| Large German                                                                                 |      | | c, d                            |
| Large German Cherry                                                                          |      | | c, d                            |
| Large Mennonite Heritage                                                                     |      | | c, d                            |
| Large Orange                                                                                 |      | | c, d                            |
| Large Orange Heirloom                                                                        |      | | c, d                            |
| Large Pink                                                                                   |      | | c, d                            |
| Large Pink Bulgarian                                                                         |      | | c, d, k                         |
| Large Pink German                                                                            |      | | c, d                            |
| Large Pink Ponderosa                                                                         |      | | f                               |
| Large Pink Purple                                                                            |      | | c, d                            |
| Large Pink Stripe                                                                            |      | | c, e, g, h                      |
| Large Red                                                                                    |      | | c, d, k                         |
| Large Red Cherry                                                                             |      | Typ: Kirschtomate. Reifezeit: 72 Tage. | c, d, i (31. August 2016)       |
| Large Red Heirloom                                                                           |      | | c, d                            |
| Large Ribbed Pink                                                                            |      | | f, g, h                         |
| Large Ribbed Zapotec                                                                         |      | | g, h                            |
| Large Rose                                                                                   |      | | f, g, h                         |
| Large Yellow                                                                                 |      | | c, d                            |
| Large Yellow Amish                                                                           |      | | c, d, f, k                      |
| Largetto                                                                                     |      | | j                               |
| Largo                                                                                        |      | | j, o                            |
| Larguero                                                                                     |      | Züchter: Philoseed Ltd. | j, o                            |
| Lariato                                                                                      |      | | j                               |
| Larimar                                                                                      |      | Züchter: Vilmorin S.A. | j, o                            |
| Larisa                                                                                       |      | Züchter: Lukiyanenko Anatolij Nikitovich, Dubinin Sergej Vladimirovich, Dubinina Irina Nikolaevna | c, d, j                         |
| Larissa                                                                                      |      | Züchter: A.R.O. The Volcani Center | j, o                            |
| Larma                                                                                        |      | | j                               |
| Larnaca                                                                                      |      | | j, o                            |
| Las Bardenas                                                                                 |      | Züchter: Unilever Best Foods N.A. | j, o                            |
| Las Vegas                                                                                    |      | Züchter: Intersemillas | j, o                            |
| Lasiter                                                                                      |      | | j                               |
| Laska                                                                                        |      | Züchter: Lukiyanenko Anatolij Nikitovich, Dubinin Sergej Vladimirovich, Dubinina Irina Nikolaevna | j                               |
| Laskovyj Misha                                                                               |      | Züchter: Kachajnik Vladimir Georgievich, Chernaya Viktoriya Viktorovna | j                               |
| Lasso                                                                                        |      | | j, o                            |
| Lasting Love                                                                                 |      | | c, e                            |
| Lastochka                                                                                    |      | Züchter: Ignatova Svetlana Ilyinichna, Kvasnikov Boris Vasilievich | j                               |
| Lata                                                                                         |      | | g, h                            |
| Latah                                                                                        |      | | c, d, e, g, h, j, o             |
| Latalata                                                                                     |      | Züchter: Syngenta Participations Ag | j                               |
| Late Orange                                                                                  |      | | c, d                            |
| Laterna                                                                                      |      | | j                               |
| Laternchen                                                                                   |      | Typ: Stabtomate | a, e, g, h                      |
| Latifa                                                                                       |      | | j                               |
| Latino                                                                                       |      | Züchter: Seminis Veget.Seeds Inc | j                               |
| Latvia Yellow                                                                                |      | | c, d                            |
| Laujar                                                                                       |      | Züchter: Monsanto Vegetable Ip Management B.V. | j, o                            |
| Laukia                                                                                       |      | | c                               |
| Laukiai                                                                                      |      | Züchter: Lietuvos Agrariniu Ir Mišku Mokslu Centro Filialas Sodininkystes Ir Daržininkystes Institutas | j, o                            |
| Laukiai Bs                                                                                   |      | Züchter: Lietuvos Agrariniu Ir Mišku Mokslu Centro Filialas Sodininkystes Ir Daržininkystes Institutas | j, o                            |
| Laukiaj                                                                                      |      | Züchter: Litovskij Nii Sadovodstva I Ovoshchevodstva, 234335, Kaunasskij Raion, P/O Babtaj, Lithuania | j, o                            |
| Laura                                                                                        |      | Züchter: Andreeva Evgeniya Nikolaevna, Avakumova Laura Georgievna | c, e, j                         |
| Laura's Irish                                                                                |      | | c, d                            |
| Laurana                                                                                      |      | | j                               |
| Laurano 70                                                                                   |      | | g, h, j                         |
| Laureen                                                                                      |      | Züchter: Hm Clause Sa (Fr) | j, o                            |
| Laurelia                                                                                     |      | Züchter: Rijk Zwaan B.V. | j                               |
| Lauretanum                                                                                   |      | Züchter: Blumen Group | j                               |
| Laurina                                                                                      |      | Züchter: The Hebrew University Of Jerusalem - Fac Agricul Levi Eshkol (Il) | j                               |
| Laurisilva                                                                                   |      | Züchter: Seminis Vegetable Seed Ib | j, o                            |
| Lav Busk 327                                                                                 |      | | c                               |
| Lava                                                                                         |      | | j                               |
| Lavant Cross                                                                                 |      | | j, o                            |
| Lavico                                                                                       |      | | j, o                            |
| Lavina                                                                                       |      | Züchter: Kozak Vladimir Ivanovich, Bohan Aleksandr Ivanovich, Yudaeva Valentina Egorovna | j                               |
| Lavinium                                                                                     |      | | j                               |
| Lavinya                                                                                      |      | | j                               |
| Lavon                                                                                        |      | | j                               |
| Law 1040                                                                                     |      | | j                               |
| Lawyna                                                                                       |      | | j                               |
| Laxus                                                                                        |      | | g, h                            |
| Lazar                                                                                        |      | Züchter: Np Nii Ovoshchevodstva Zashchishchennogo Grunta, 107061, G.Moskva, Ul.Suvorovskaia, D. 32/34, Str. 2, Russia; Ooo Agrofirma Gavrish, 103287, G.Moskva, Ul.2Aia Khutorskaia, D. 11, Str. 1, Russia. Gavrish Sergej Fedorovich, Morev Viktor Vasilievich, Amcheslavskaya Elena Valentinovna, Volok Olga Anatolievna, Gavrish Fedor Sergeevich, Nesterovich Arkadij Nikolaevich | j, o                            |
| Lazarino                                                                                     |      | Züchter: Semillas Fitó S.A. | j, o                            |
| Lazer                                                                                        |      | Züchter: Golden West Seed Co. Inc. | j                               |
| Lb 85                                                                                        |      | | j                               |
| Lb 99                                                                                        |      | | j                               |
| Lbm                                                                                          |      | Züchter: Fotev Yurij Valentinovich | j                               |
| Lea                                                                                          |      | Züchter: Bio-Obtention (Fr) | f, j                            |
| Lea's Supersteak                                                                             |      | | c, d                            |
| Leachko German                                                                               |      | | c, d                            |
| Leadbeatter's Lunker                                                                         |      | | c, d                            |
| Leader                                                                                       |      | Züchter: Isi Sementi S.P.A. Frazione (It) | j                               |
| Leading                                                                                      |      | Züchter: Nunhems B.V. | j                               |
| Leaf Mould Resister No. 1                                                                    |      | | g, h                            |
| Leana                                                                                        |      | | j, o                            |
| Leandra                                                                                      |      | | j                               |
| Leatha's Italian                                                                             |      | | c, d                            |
| Leatherwood Special                                                                          |      | | c, d                            |
| Lebanon                                                                                      |      | | c, d                            |
| Lebiaskowskij                                                                                |      | | c, d                            |
| Lebikini                                                                                     |      | Züchter: Gautier Semences Sas (Fr) | j                               |
| Lebjazinskij                                                                                 |      | | g, h                            |
| Lebron                                                                                       |      | Züchter: Vilmorin S.A. | j                               |
| Lebyazhinskij (oder: Lebyajinsky)                                                            |      | Züchter: Chulkov Nikolaj Ivanovich, Popova Liya Nikolaevna, Brezhnev Dmitrij Danilovich, Glushchenko Elizaveta Yakovlevna | g, h, j                         |
| Lecase Di Apulia                                                                             |      | | c, d                            |
| Led                                                                                          |      | Züchter: Isi Sementi Spa | j                               |
| Leda                                                                                         |      | | j                               |
| Ledoux Special                                                                               |      | | c, d                            |
| Ledoux Special Rose                                                                          |      | | e                               |
| Lee                                                                                          |      | | c, d                            |
| Lee Williams                                                                                 |      | | c, d                            |
| Lee's Sweet                                                                                  |      | | c, d                            |
| Leen                                                                                         |      | | j, o                            |
| Lees Golden Girl                                                                             |      | | h                               |
| Lefkimi                                                                                      |      | | c                               |
| Legacy                                                                                       |      | | j, o                            |
| Legajny                                                                                      |      | | c                               |
| Legato                                                                                       |      | | j, o                            |
| Legend                                                                                       |      | Züchter: Golden West Seed Co. Inc. | c, d, j, k                      |
| Legenda Tarasenko                                                                            |      | | c, d                            |
| Legendario                                                                                   |      | | j                               |
| Legioner                                                                                     |      | Züchter: Ognev Valerij Vladimirovich, Maksimov Sergej Vasilievich, Klimenko Nikolaj Nikolaevich, Kostenko Aleksandr Nikolaevich, Sergeev Vladimir Valerievich | j                               |
| Leh 1009                                                                                     |      | Züchter: Pioneer Hi-Bred International Inc | j, o                            |
| Leh 1012                                                                                     |      | Züchter: Pioneer Hi-Bred International Inc | j, o                            |
| Leh 1013                                                                                     |      | Züchter: Pioneer Hi-Bred International Inc | j, o                            |
| Leh 1016                                                                                     |      | Züchter: Pioneer Hi-Bred International Inc | j, o                            |
| Leh 1017                                                                                     |      | Züchter: Pioneer Hi-Bred International Inc | j, o                            |
| Leh 1019                                                                                     |      | Züchter: Pioneer Hi-Bred International Inc | j, o                            |
| Leh 1020                                                                                     |      | Züchter: Pioneer Hi-Bred International Inc | j, o                            |
| Leh 1022                                                                                     |      | Züchter: Pioneer Hi-Bred International Inc | j, o                            |
| Leh 1023                                                                                     |      | Züchter: Pioneer Hi-Bred International Inc | j, o                            |
| Leh 1027                                                                                     |      | Züchter: Pioneer Hi-Bred International Inc | j, o                            |
| Leh 1030                                                                                     |      | Züchter: Pioneer Hi-Bred International Inc | j, o                            |
| Leh 1034                                                                                     |      | Züchter: Pioneer Hi-Bred International Inc | j, o                            |
| Leheckovo Pomerancové                                                                        |      | | j                               |
| Lehm                                                                                         |      | | h                               |
| Lehrertomate (oder: Riesentomate)                                                            |      | | c, d, f, n                      |
| Leila                                                                                        |      | | j                               |
| Lejcukovo Oranzove                                                                           |      | | d                               |
| Lel                                                                                          |      | Züchter: Guseva Lyudmila Ivanovna, Nikulaesh Mihail Dmitrievich, Kachajnik Vladimir Georgievich | j                               |
| Lelek                                                                                        |      | Züchter: Instytut Warzywnictwa Im. Emila Chroboczka \Zakład Ogrodniczy Przyborów Sp. Z O.O. | j                               |
| Lelik                                                                                        |      | Züchter: Bondarenko Lyubov' Alekseevna, Tarasov Yurij Dmitrievich | j                               |
| Lelya                                                                                        |      | Züchter: Ignatova Svetlana Ilyinichna, Gorshkova Nina Sergeevna | j                               |
| Lemance                                                                                      |      | Züchter: De Ruiter Zonen (Nl) | j                               |
| Lembiformis                                                                                  |      | | g, h                            |
| Lemon Blush                                                                                  |      | | g, h                            |
| Lemon Boy                                                                                    |      | Hybride Sorte. Reifezeit: 72 Tage. | c, d, f, i (31. August 2016), j |
| Lemon Boy F1                                                                                 |      | | d                               |
| Lemon Bush                                                                                   |      | | c                               |
| Lemon Cherry F1                                                                              |      | | c, d                            |
| Lemon Drop                                                                                   |      | | d                               |
| Lemon Giant                                                                                  |      | | d                               |
| Lemon Sherbet                                                                                |      | Züchter: Namdhari Seeds Pvt Ltd | j, o                            |
| Lemon Tree                                                                                   |      | Züchter: Domaine Public (Fr) | c, j, n                         |
| Lemonade                                                                                     |      | Züchter: Syngenta Crop Protection Ag | j, o                            |
| Lemony (oder: Limmony. Lemmony)                                                              |      | | c, d, k                         |
| Lemure                                                                                       |      | Züchter: Blumen Group S.P.A | j                               |
| Len 9110                                                                                     |      | | j                               |
| Len 9111                                                                                     |      | | j                               |
| Len 9112                                                                                     |      | | j                               |
| Lena                                                                                         |      | | g, h                            |
| Lenan Yellow                                                                                 |      | | c                               |
| Lenda                                                                                        |      | Züchter: Gavrish Sergej Fedorovich, Morev Viktor Vasilievich, Amcheslavskaya Elena Valentinovna, Volok Olga Anatolievna, Nesterovich Arkadij Nikolaevich | j                               |
| Leningradskij                                                                                |      | | c                               |
| Leningradskij Gigant (oder: Leningradskiy Gigant)                                            |      | Züchter: Kononov Aleksandr Nikolaevich, Krasnikov Leonid Georgievich | c, d, j                         |
| Leningradskij Holodok                                                                        |      | Züchter: Zhidkova Valentina Andreevna, Mihed Valentina Stepanovna, Kononov Aleksandr Nikolaevich | j                               |
| Leningradskij Krupnoplodnji                                                                  |      | | c                               |
| Leningradskij Skorospelij (oder: Leningradskij Skorospelyj. Leningradskiy Skorospelyi)       |      | | c, d, g, h                      |
| Lenna                                                                                        |      | | j                               |
| Lennie & Gracie's Kentucky Heirloom                                                          |      | | k                               |
| Lennon                                                                                       |      | Züchter: Syngenta Seeds Bv (Nl) | j                               |
| Lennox                                                                                       |      | Züchter: Isi Sementi Spa | j                               |
| Lenny                                                                                        |      | Züchter: Hebrew University | j, o                            |
| Lenny And Gracie's Kentucky Heirloom                                                         |      | | c, d                            |
| Lenny And Gracie's Kentucky Heirloom Pink                                                    |      | | c, d                            |
| Lenny And Gracie's Kentucky Heirloom Red                                                     |      | | c, d                            |
| Lenor                                                                                        |      | | j                               |
| Lentyajka                                                                                    |      | Züchter: Ugarova Svetlana Viktorovna, Postnikova Olga Valentinovna | j                               |
| Leo                                                                                          |      | | c, d, j                         |
| Leo Harper's Yellow                                                                          |      | | c, d                            |
| Leola                                                                                        |      | Züchter: Zeraim Gedera Ltd (Il) | j                               |
| Leon                                                                                         |      | Züchter: Clause Semences Sa (Fr) | j                               |
| Leonarda                                                                                     |      | Züchter: Hazera Genetics Ltd (Il)/Yissum Research Dev Of The Hebrew University Of Jerusalem (Il) | j                               |
| Leonardo                                                                                     |      | Züchter: Gavrish Sergej Fedorovich, Morev Viktor Vasilievich, Amcheslavskaya Elena Valentinovna, Degovtsova Tatiyana Vladimirovna, Gladkov Dmitrij Sergeevich, Volkov Aleksandr Aleksandrovich, Semenova Anna Nikolaevna, Artemieva Galina Mihajlovna, Redichkina Tatiyana Aleksandrovna                                                                                              | c, j, n                         |
| Leonce                                                                                       |      | Züchter: Rijk Zwaan Zaadteelt En Zaadhandel Bv (Nl) | j                               |
| Leonerosso                                                                                   |      | | j                               |
| Leonida                                                                                      |      | | j, o                            |
| Leonora                                                                                      |      | Züchter: Clause - Tezier (Fr) | j                               |
| Leopardo                                                                                     |      | Züchter: Royal Sluis | j, o                            |
| Leopeel                                                                                      |      | Züchter: Azienda Agricola Farao Di Renato Faraone Mennella | j                               |
| Leopol'D                                                                                     |      | Züchter: Gavrish Sergej Fedorovich, Morev Viktor Vasilievich, Amcheslavskaya Elena Valentinovna, Degovtsova Tatiyana Vladimirovna, Volok Olga Anatolievna | j                               |
| Leprosa                                                                                      |      | | g, h                            |
| Lerac                                                                                        |      | Züchter: Vilmorin Sa (Fr) | j, o                            |
| Lerac F1                                                                                     |      | | j                               |
| Lerica                                                                                       |      | Züchter: Les Graines Caillard Sa (Fr) | c, d, j                         |
| Lerica F1                                                                                    |      | Züchter: S&G Seeds B.V. | j, o                            |
| Lescana                                                                                      |      | | c, d                            |
| Lescana Heart                                                                                |      | | c, d                            |
| Lescukovo Oranzove                                                                           |      | | d                               |
| Leslie                                                                                       |      | Züchter: Magnum Seeds Inc (Us) | j                               |
| Letaba                                                                                       |      | | j                               |
| Letizia (oder: Leticia)                                                                      |      | Züchter: Tezier Sa (Fr) | j                               |
| Letnij Sad                                                                                   |      | Züchter: Myazina Lyubov' Anatolievna | j                               |
| Letoile                                                                                      |      | Züchter: Vilmorin S.A. | j                               |
| Leton                                                                                        |      | | j                               |
| Letona                                                                                       |      | | j                               |
| Letos                                                                                        |      | Züchter: General Seed & Food Industries S.A. | j                               |
| Lettuce Leaf                                                                                 |      | | e                               |
| Lety                                                                                         |      | Züchter: De Ruiter Seeds | j, o                            |
| Lev                                                                                          |      | Züchter: Gavrish Sergej Fedorovich, Morev Viktor Vasilievich, Amcheslavskaya Elena Valentinovna, Degovtsova Tatiyana Vladimirovna, Volok Olga Anatolievna | j                               |
| Lev 1002                                                                                     |      | Züchter: Pioneer Hi-Bred International Inc | j, o                            |
| Lev 1011                                                                                     |      | Züchter: Pioneer Hi-Bred International Inc | j, o                            |
| Lev Tolstoj                                                                                  |      | Züchter: Gavrish Sergej Fedorovich, Kapustina Raisa Nikolaevna, Artemieva Galina Mihajlovna, Filimonova Yuliya Alekseevna, Redichkina Tatiyana Aleksandrovna, Kibanova Nataliya Alekseevna | j                               |
| Levante                                                                                      |      | Züchter: Monsanto Vegetable Ip Management B.V. | j, o                            |
| Levanzo                                                                                      |      | Züchter: Rijk Zwaan Zaadteelt En Zaadhandel B.V. | j                               |
| Levchik                                                                                      |      | Züchter: Nastenko Nataliya Viktorovna, Kachajnik Vladimir Georgievich, Kandoba Aleksej Viktorovich | j                               |
| Leveleki Tf                                                                                  |      | | g, h                            |
| Levino                                                                                       |      | | c, d, f                         |
| Levita                                                                                       |      | Züchter: Rijk Zwaan Zaadteelt En Zaadhandel Bv (Nl) | j                               |
| Lewport                                                                                      |      | | g, h                            |
| Lexie                                                                                        |      | Züchter: Hazera Genetics | j, o                            |
| Leyenda                                                                                      |      | Züchter: Yuksel Seeds Ltd. | j                               |
| Leyva                                                                                        |      | Züchter: Semillas Fito, S.A. | j, o                            |
| Lezaforta                                                                                    |      | | j                               |
| Lezginka                                                                                     |      | Züchter: Gavrish Sergej Fedorovich, Morev Viktor Vasilievich, Amcheslavskaya Elena Valentinovna, Degovtsova Tatiyana Vladimirovna, Volok Olga Anatolievna, Vasilieva Margarita Yurievna | j                               |
| Lezhebok                                                                                     |      | Züchter: Gavrish Sergej Fedorovich, Morev Viktor Vasilievich, Amcheslavskaya Elena Valentinovna, Volok Olga Anatolievna | j, o                            |
| Lezzita                                                                                      |      | | j                               |
| Li Cun                                                                                       |      | | c, d                            |
| Lia                                                                                          |      | | d                               |
| Lia Lia Fa                                                                                   |      | Züchter: Ooo Agrofirma Gavrish, 103287, G.Moskva, Ul.2Aia Khutorskaia, D. 11, Str. 1, Russia | j, o                            |
| Liana                                                                                        |      | Züchter: Pridnestrovskij Niiskh, 3300, G.Tiraspol, Ul.Mira, 50, Moldova | j, o                            |
| Liana Orange                                                                                 |      | | m                               |
| Liana Orangewaja (oder: Liana Orangevaja)                                                    |      | | c, f                            |
| Lianne                                                                                       |      | | j                               |
| Lianozovo                                                                                    |      | Züchter: Gavrish Sergej Fedorovich, Morev Viktor Vasilievich, Amcheslavskaya Elena Valentinovna, Degovtsova Tatiyana Vladimirovna, Volok Olga Anatolievna, Gladkov Dmitrij Sergeevich, Semenova Anna Nikolaevna | j                               |
| Liat                                                                                         |      | | j                               |
| Libalo                                                                                       |      | | j                               |
| Liban                                                                                        |      | | c, d                            |
| Libanesische Bergtomate (oder: Libanaise Des Montagnes)                                      |      | | c, e, m                         |
| Libby's Pride                                                                                |      | | c, d                            |
| Libella                                                                                      |      | | j                               |
| Liberator                                                                                    |      | Züchter: Harris Moran Seed Company | c, d, j, o                      |
| Libero                                                                                       |      | Züchter: Consorzio Agrario Provinciale Di Parma | j                               |
| Liberstar                                                                                    |      | | j                               |
| Libertino                                                                                    |      | Züchter: Genista S.R.L. | j                               |
| Liberto                                                                                      |      | Züchter: Deruiterzonen Cv, Nl-266526 Bleiswijk | j, o                            |
| Liberty                                                                                      |      | Züchter: Isi Sementi Spa | j                               |
| Liberty Bell                                                                                 |      | Züchter: Domaine Public (Fr) | b, c, d, e, g, h, j, k          |
| Liberty Tree                                                                                 |      | | c, d                            |
| Libra                                                                                        |      | Züchter: Petoseed Co.Inc. | c, j, o                         |
| Licatese Seccagno                                                                            |      | | c, d                            |
| Lichina Tal                                                                                  |      | | n                               |
| Licobello                                                                                    |      | | c, j                            |
| Licobello F1                                                                                 |      | | d                               |
| Licobrix                                                                                     |      | Züchter: Zeta Seeds S.L. | j                               |
| Licor                                                                                        |      | | j                               |
| Licorino                                                                                     |      | | j                               |
| Licorossa                                                                                    |      | Züchter: De Ruiter Seeds B.V. | j, o                            |
| Licorosso                                                                                    |      | | c                               |
| Lida Ukrainian                                                                               |      | | c, d, e, g, h, k                |
| Lider                                                                                        |      | Züchter: Dubinin Sergej Vladimirovich, Kirillov Mihail Ivanovich | c, j                            |
| Lider 165                                                                                    |      | | g, h                            |
| Lidertom                                                                                     |      | | j                               |
| Lidia                                                                                        |      | Züchter: Seminis Veget. Seeds Inc | j                               |
| Lidiya                                                                                       |      | Züchter: Ignatova Svetlana Ilyinichna, Gorshkova Nina Sergeevna | j                               |
| Lido                                                                                         |      | Züchter: Cent. Za Povrtar. Sp (Yu) | c, j, o                         |
| Lido Es 2125                                                                                 |      | | j                               |
| Lido F1                                                                                      |      | | d                               |
| Lidrema                                                                                      |      | | j, o                            |
| Liebling Australien                                                                          |      | | n                               |
| Liebner                                                                                      |      | | c                               |
| Liespagnol Lefebvres                                                                         |      | | c, d                            |
| Lightning                                                                                    |      | | g, h                            |
| Liguria                                                                                      |      | Züchter: Isi Sementi Spa | c, d, e, f, j                   |
| Liguria King                                                                                 |      | | j                               |
| Ligurische Fleischtomate                                                                     |      | | n                               |
| Likobol                                                                                      |      | | j, o                            |
| Likya At 25                                                                                  |      | | j                               |
| Likyor                                                                                       |      | Züchter: Myazina Lyubov' Anatolievna | j                               |
| Lil's Favorite                                                                               |      | | c, d                            |
| Lil's Potato Leaf Mystery                                                                    |      | | c, d                            |
| Lila                                                                                         |      | Züchter: Ljudmila Koren (Si) | j, o                            |
| Lila Fleischtomate                                                                           |      | | n                               |
| Lila Sari                                                                                    |      | Züchter: Arche Noah | c, d, e, f, g, h, j, m, n, o    |
| Lilac                                                                                        |      | | c, d, f, j, n, o                |
| Lilac Gem                                                                                    |      | | c                               |
| Lilac Giant                                                                                  |      | | c, d, k                         |
| Lili Marlen                                                                                  |      | Züchter: Mashtakov Aleksej Alekseevich, Mashtakova Anna Harlampievna, Strel'Nikova Tamara Romanovna, Mashtakov Nikolaj Alekseevich | j                               |
| Lilia                                                                                        |      | | j                               |
| Lilian's Yellow                                                                              |      | | f                               |
| Lilian's Yellow Heirloom                                                                     |      | | c                               |
| Liliana                                                                                      |      | Züchter: Western Seed España, S.A. | c, d, j, o                      |
| Lillagro                                                                                     |      | Züchter: Agrosel S.R.L. | j                               |
| Lillian Maciejewski's Poland Pink                                                            |      | | c, d                            |
| Lillian's Red Kansas Paste                                                                   |      | | c, d, e, g, h                   |
| Lillian's Yellow Heirloom                                                                    |      | | b, d, e, g, h, k, m             |
| Lillian's Yellow Heirloom Cross                                                              |      | | c, d                            |
| Lilliput V. F. N. Ibrido F1                                                                  |      | | j                               |
| Lillit                                                                                       |      | Züchter: Reinsaat Kg | j                               |
| Lillo                                                                                        |      | Züchter: Peotec Seeds Srl | j                               |
| Lilly                                                                                        |      | Züchter: W Weibull | j, o                            |
| Lilly Sunshine                                                                               |      | | c                               |
| Lilos                                                                                        |      | Züchter: Rijk Zwaan Zaadteelt En Zaadhandel Bv (Nl) | j, o                            |
| Lilos F1                                                                                     |      | | j                               |
| Lily Improved                                                                                |      | | j                               |
| Lima                                                                                         |      | Züchter: Seminis Vegetable Seeds, Inc. | g, h, j                         |
| Limachino                                                                                    |      | | g, h                            |
| Limaq                                                                                        |      | | c, d                            |
| Limaro                                                                                       |      | | j                               |
| Limbaugh's Legacy Potato Top                                                                 |      | | c, d                            |
| Limbo                                                                                        |      | | f                               |
| Limbrata                                                                                     |      | | g, h                            |
| Lime Green Salad                                                                             |      | | c, d, e, g, h, k                |
| Limetto                                                                                      |      | Züchter: Hild Samen GmbH | j                               |
| Limmony (oder: Limonny)                                                                      |      | Züchter: Domaine Public (Fr) | d, g, h, j                      |
| Limon-2                                                                                      |      | | c, d                            |
| Limonchik                                                                                    |      | Züchter: Ignatova Svetlana Ilyinichna, Gorshkova Nina Sergeevna, Tereshonkova Tatiyana Arkadievna | j                               |
| Limonchiki                                                                                   |      | | c, d                            |
| Limoncito                                                                                    |      | Züchter: Hazera Genetics | f, j, o                         |
| Limone                                                                                       |      | | c                               |
| Limonetes                                                                                    |      | Züchter: Sidt, Etsia, Cida | j                               |
| Limonnij Gigant                                                                              |      | | c                               |
| Limontschiki                                                                                 |      | | f                               |
| Limyra                                                                                       |      | | j                               |
| Lina                                                                                         |      | Züchter: Gavrish Sergej Fedorovich, Morev Viktor Vasilievich, Amcheslavskaya Elena Valentinovna, Volok Olga Anatolievna, Nesterovich Arkadij Nikolaevich | j, n                            |
| Linares                                                                                      |      | Züchter: Semillas Fito, S.A. | j, o                            |
| Linata                                                                                       |      | Züchter: Enza Zaden Beheer B.V. | j                               |
| Linate                                                                                       |      | Züchter: Western Seed España, S.A. | j                               |
| Lince                                                                                        |      | Züchter: Vilmorin Sa (Fr) | j                               |
| Linceo                                                                                       |      | | j                               |
| Lincoln Adams                                                                                |      | | c, d                            |
| Lincoln Gold                                                                                 |      | | c, d                            |
| Linda                                                                                        |      | Züchter: Sakata Seed America Inc (Usa) | j, o                            |
| Linda 200                                                                                    |      | Züchter: Syngenta Crop Protection Ag | j                               |
| Linda F1                                                                                     |      | | j                               |
| Linda Ukrainian                                                                              |      | | m                               |
| Linda's Faux                                                                                 |      | | d                               |
| Lindos                                                                                       |      | Züchter: Isi Sementi Spa | j                               |
| Line 125                                                                                     |      | | g, h                            |
| Line 127                                                                                     |      | | g, h                            |
| Linet                                                                                        |      | | j                               |
| Linharts Riese (oder: Linhart's Giant)                                                       |      | | c, d, e, g, h                   |
| Linia 15/53 Tiganesti                                                                        |      | | c, d                            |
| Linia 22                                                                                     |      | | g, h                            |
| Linia 574                                                                                    |      | | j                               |
| Linia 582                                                                                    |      | | j                               |
| Linia 71 Icar                                                                                |      | | g, h                            |
| Linie C                                                                                      |      | | j                               |
| Línie D                                                                                      |      | | j                               |
| Liniya 24                                                                                    |      | Züchter: Myazina Lyubov' Anatolievna | j                               |
| Liniya 985                                                                                   |      | Züchter: Velichka Nikolova Rodeva | j                               |
| Link                                                                                         |      | Züchter: Isi Sementi Spa | j, o                            |
| Linkor                                                                                       |      | Züchter: Ignatova Svetlana Ilyinichna, Gorshkova Nina Sergeevna, Tereshonkova Tatiyana Arkadievna | j                               |
| Linnea                                                                                       |      | Züchter: Monsanto Holland B.V. | j                               |
| Linnette                                                                                     |      | Züchter: Yissum Research Dev Of The Hebrew University Of Jerusalem (Il) | j                               |
| Linnie's Oxheart                                                                             |      | | c, d                            |
| Lino                                                                                         |      | Züchter: Western Seed España, S.A. | j                               |
| Linosa                                                                                       |      | | c, e, g, h                      |
| Linotyl                                                                                      |      | Züchter: Western Seed España, S.A. | j, o                            |
| Lintorpa Prinzess                                                                            |      | | g, h                            |
| Linus                                                                                        |      | | j                               |
| Lioba                                                                                        |      | | j                               |
| Lion                                                                                         |      | | j                               |
| Liora                                                                                        |      | | j                               |
| Lipezkij (oder: Lipetskij)                                                                   |      | | c, d, e, g, h, n                |
| Lippu                                                                                        |      | Züchter: Syngenta Seeds B.V. | j                               |
| Lipso                                                                                        |      | Züchter: Clause (Fr) | j, o                            |
| Lipsos                                                                                       |      | | j                               |
| Lira                                                                                         |      | Züchter: L. Krasteva, H. Georgiev, D. Popova, V. Sotirova | j, o                            |
| Lira F1                                                                                      |      | | j                               |
| Liress                                                                                       |      | | j                               |
| Liri                                                                                         |      | | j                               |
| Liron                                                                                        |      | | j                               |
| Lisa                                                                                         |      | | j                               |
| Lisa King                                                                                    |      | | c, d                            |
| Lisandra                                                                                     |      | Züchter: Vilmorin S.A. | j, o                            |
| Lisboa                                                                                       |      | Züchter: Novartis Seeds B.V. | j                               |
| Lisbon                                                                                       |      | | d, j                            |
| Lisetta                                                                                      |      | | j                               |
| Lisichka                                                                                     |      | Züchter: Ivanova Tatiyana Evgenievna, Vasiliev Yurij Vasilievich, Pushkareva Nataliya Vyacheslavovna, Zver'Kova Veronika Gennadievna | d, j                            |
| Lisos Grandes                                                                                |      | | e                               |
| Lissa                                                                                        |      | Züchter: Hazera Genetics Ltd (Il)/Yissum Research Dev Of The Hebrew University Of Jerusalem (Il) | j                               |
| Lissete                                                                                      |      | | j                               |
| Listell                                                                                      |      | Züchter: De Ruiter Seeds Nl B.V. | j                               |
| Lita 41                                                                                      |      | | j                               |
| Litani                                                                                       |      | | j                               |
| Liternum                                                                                     |      | Züchter: Hm Clause Inc | j                               |
| Lithos                                                                                       |      | Züchter: Harris Moran Seed Company (Usa) (Us) | j, o                            |
| Lithuanian                                                                                   |      | | c, d                            |
| Lithuanian 2                                                                                 |      | | g, h                            |
| Lithuanian Crested                                                                           |      | | e, g, h                         |
| Lithuanian Crested Pink                                                                      |      | | c, d, k                         |
| Lito                                                                                         |      | | j                               |
| Litos                                                                                        |      | | j                               |
| Litschi Tomate                                                                               |      | | f                               |
| Littano                                                                                      |      | Züchter: Clause - Tezier (Fr) | j                               |
| Little Bells                                                                                 |      | | c, d                            |
| Little Bottle                                                                                |      | | c                               |
| Little Granny                                                                                |      | | e                               |
| Little Heartbreaker                                                                          |      | | e                               |
| Little Julia                                                                                 |      | | c, d                            |
| Little Lucky                                                                                 |      | | c, d, g, h                      |
| Little Lucky Heart                                                                           |      | | c, d, e, f, g, h                |
| Little Oak Like                                                                              |      | | g, h                            |
| Little Sugar Yellow                                                                          |      | | c, d                            |
| Little Sun Yellow F1                                                                         |      | | c, d                            |
| Little Willie's Mouthful                                                                     |      | | c, d                            |
| Little Wonder                                                                                |      | | e, j                            |
| Livas                                                                                        |      | | j                               |
| Liverpool (oder: Liverpul)                                                                   |      | Züchter: Gavrish Sergej Fedorovich, Morev Viktor Vasilievich, Amcheslavskaya Elena Valentinovna, Volok Olga Anatolievna | j                               |
| Livida                                                                                       |      | | g, h                            |
| Livingston's Acme                                                                            |      | | e, g, h, m                      |
| Livingston's Beauty                                                                          |      | | b, c, d, e, f, g, h             |
| Livingston's Favorite                                                                        |      | | c, d, e, g, h, m                |
| Livingston's Giant Oxheart                                                                   |      | | c, d, e                         |
| Livingston's Globe                                                                           |      | | c, d, e                         |
| Livingston's Gold Ball                                                                       |      | | c, e, g, h                      |
| Livingston's Honor Bright                                                                    |      | | c, d                            |
| Livingston's Lutescent Honor Bright                                                          |      | | f                               |
| Livingston's Magnum                                                                          |      | | c, m                            |
| Livingston's Magnus                                                                          |      | | e, g, h                         |
| Livingston's Marvelous                                                                       |      | | c, d                            |
| Livingston's Ohio Red                                                                        |      | | c, d                            |
| Livingston's Paragon                                                                         |      | | c, e, f, g, h                   |
| Livingston's Perfection                                                                      |      | | c, d                            |
| Livingston's Stone                                                                           |      | | f                               |
| Livingston's Yellow Oxheart                                                                  |      | | c, d                            |
| Livingstons Runde                                                                            |      | | f                               |
| Livne                                                                                        |      | | j                               |
| Livorno                                                                                      |      | | j                               |
| Lixus                                                                                        |      | | j                               |
| Liya                                                                                         |      | Züchter: Skvortsova Rufina Vasilievna, Kondratieva Irina Yurievna, Ajrapetova Svetlana Arakelovna, Hachatryan Donara Vartanovna | j                               |
| Liz Birt                                                                                     |      | | c, d                            |
| Liza                                                                                         |      | Züchter: Dubinin Sergej Vladimirovich, Kirillov Mihail Ivanovich | j                               |
| Lizzano                                                                                      |      | Ampeltomate. Züchter: Mr.J.D.Burrows | j, l, o                         |
| Lizzano F1                                                                                   |      | | c, d                            |
| Lizzy                                                                                        |      | | c, g, h, j                      |
| Ljana                                                                                        |      | | c                               |
| Ljana Rosovaja                                                                               |      | | e                               |
| Ljubimji Prasdnik                                                                            |      | | c                               |
| Llado                                                                                        |      | Züchter: De Ruiter Seeds | j, o                            |
| Llanero                                                                                      |      | | j                               |
| Lloyd Forcing                                                                                |      | | g, h                            |
| Lm 411                                                                                       |      | | j                               |
| Lo Fisher                                                                                    |      | | c                               |
| Lobelia                                                                                      |      | Züchter: Hebrew Uni/Hazera | j                               |
| Lobello                                                                                      |      | | j                               |
| Lobo                                                                                         |      | | j                               |
| Locanda                                                                                      |      | | j                               |
| Locarno                                                                                      |      | | j                               |
| Locarno F1                                                                                   |      | | c                               |
| Locatelli                                                                                    |      | Züchter: Rijk Zwaan Zaadteelt En Zaadhandel B.V. | j, o                            |
| Locke                                                                                        |      | | g, h                            |
| Logan                                                                                        |      | | j                               |
| Logistica                                                                                    |      | Züchter: Rijk Zwaan Zaadteelt En Zaadhandel Bv (Nl) | j                               |
| Logistica Rz                                                                                 |      | Züchter: Rijk Zwaan France Sarl (Fr) | j                               |
| Logure                                                                                       |      | Züchter: Rijk Zwaan Zaadteelt En Zaadhandel Bv (Nl) | j                               |
| Logure 73 571 Rz                                                                             |      | | j                               |
| Logyna                                                                                       |      | | j                               |
| Loica Inta                                                                                   |      | | j                               |
| Loira                                                                                        |      | | j                               |
| Lojain                                                                                       |      | Züchter: Enza Zaden Beheer B.V. | j                               |
| Loka                                                                                         |      | | c, d, e                         |
| Lola                                                                                         |      | Züchter: Andreeva Evgeniya Nikolaevna, Sysina Elena Artemievna, Nazina Sofiya Luisovna, Bogdanov Kirill Borisovich, Ushakova Mariya Ivanovna | j                               |
| Lola Amelie                                                                                  |      | Züchter: Firma Grünewald | j                               |
| Lolek                                                                                        |      | Züchter: Plantico Hodowla I Nasiennictwo Ogrodnicze Golebiew Sp. Z O.O. | j                               |
| Lolita                                                                                       |      | Züchter: Louis Poloni (Fr) | j, o                            |
| Lollipop                                                                                     |      | | b, c, d, e, g, h, k             |
| Lombardi                                                                                     |      | | c, d                            |
| Lomitero Pg Inta                                                                             |      | | j                               |
| Lommeltomate                                                                                 |      | | c, d                            |
| Lonbo                                                                                        |      | | j                               |
| London                                                                                       |      | | j                               |
| Londrina                                                                                     |      | | j                               |
| Long Beauty                                                                                  |      | | c                               |
| Long Blue                                                                                    |      | | c, d                            |
| Long Cherry                                                                                  |      | | j                               |
| Long John                                                                                    |      | | c, d                            |
| Long Keeper (oder: Longkeeper)                                                               |      | | c, d, e, g, h, k                |
| Long Kiper                                                                                   |      | Züchter: Andreeva Evgeniya Nikolaevna, Sysina Elena Artemievna, Nazina Sofiya Luisovna, Bogdanov Kirill Borisovich, Ushakova Mariya Ivanovna | j                               |
| Long Peel                                                                                    |      | Züchter: Mario Faraone Mennella | j                               |
| Long Red                                                                                     |      | | j                               |
| Long Tom                                                                                     |      | | c, d, k                         |
| Longatina                                                                                    |      | Züchter: Rijk Zwaan Zaadteelt En Zaadhandel Bv (Nl) | j                               |
| Longf                                                                                        |      | Züchter: Alekseev Yurij Borisovich | j                               |
| Longipes                                                                                     |      | | g, h                            |
| Loni                                                                                         |      | | j                               |
| Lontano                                                                                      |      | Züchter: Western Seed España, S.A. | j, o                            |
| Loomis Potatoe Leaf Cherry                                                                   |      | | c                               |
| Lootsy                                                                                       |      | | j                               |
| Lopatinskie (oder: Lopatinskije)                                                             |      | | c, d                            |
| Lora                                                                                         |      | Züchter: Daehnfeld L. A/S | j                               |
| Loralie                                                                                      |      | Züchter: Hazera Genetics | j, o                            |
| Loran Blood                                                                                  |      | | c, d, g, h                      |
| Loranne                                                                                      |      | Züchter: Hazera Genetics | j, o                            |
| Lorca                                                                                        |      | Züchter: Shlomi Elyakim (Il) | j                               |
| Lord                                                                                         |      | Züchter: Domanskaya Majya Konstantinovna, Gubko Valentina Nikolaevna, Orlova Elena Arnol'Dovna, Salmina Irina Semenovna, Chernovolova Olga Alekseevna, Dmitrienko Al'Vina E'Duardovna | j, o                            |
| Lord Black                                                                                   |      | | j                               |
| Lore                                                                                         |      | | g, h                            |
| Loredana                                                                                     |      | Züchter: Rijk Zwaan Zaadteelt En Zaadhandel B.V. | j                               |
| Lorely                                                                                       |      | Züchter: Clause - Tezier (Fr) | j, o                            |
| Lorena                                                                                       |      | | j                               |
| Lorenz                                                                                       |      | | j                               |
| Lorenzo                                                                                      |      | Züchter: De Ruiter Seeds B.V., Leeuwenhoekweg 52, P.O. Box 1050, 2660 Bb, Bergschenhoek The Netherlands | j, o                            |
| Lorenzo Herz                                                                                 |      | | n                               |
| Lorenzos Haustomate                                                                          |      | | n                               |
| Lorenzos Weiche                                                                              |      | | n                               |
| Loreto                                                                                       |      | Züchter: Enza Zaden B.V. | c, j, o                         |
| Loretta                                                                                      |      | | j                               |
| Loriane                                                                                      |      | Züchter: Tezier Sa (Fr) | j                               |
| Lorin                                                                                        |      | Züchter: Yissum Research Developm. | j, o                            |
| Lorissa                                                                                      |      | Züchter: Les Graines Caillard Sa (Fr) | j                               |
| Lorybel                                                                                      |      | Züchter: Esasem Spa | j                               |
| Losetto                                                                                      |      | Züchter: Mr.J.D.Burrows | c, j, o                         |
| Losharik                                                                                     |      | Züchter: Tarasov Yurij Dmitrievich | j                               |
| Losickij                                                                                     |      | | g, h                            |
| Losinoostrovskij                                                                             |      | | g, h                            |
| Losna                                                                                        |      | | j                               |
| Lost Marbles                                                                                 |      | | d                               |
| Lotas                                                                                        |      | Züchter: Rnpdup Institut Ovoshchevodstva, Belarus | j                               |
| Lothar                                                                                       |      | Züchter: Boni Angelo | j                               |
| Lotina Cf                                                                                    |      | | j                               |
| Lotos                                                                                        |      | Züchter: Kondratieva Irina Yurievna, Kandoba Elena Evgenievna | c, d, j                         |
| Lotty                                                                                        |      | | j                               |
| Lotus                                                                                        |      | | j                               |
| Lotye                                                                                        |      | Züchter: Hazera Genetics | j, o                            |
| Louis                                                                                        |      | | j                               |
| Louiselle                                                                                    |      | | j                               |
| Louisiana Dixie                                                                              |      | | c, d                            |
| Louisiana Gulf State                                                                         |      | | c, d                            |
| Louisiana Pink                                                                               |      | | c, d, k                         |
| Louisiana Red                                                                                |      | | c, d, n                         |
| Lourdez                                                                                      |      | | j                               |
| Lova                                                                                         |      | Züchter: Superior D.O.O | j                               |
| Love                                                                                         |      | | j                               |
| Love Song                                                                                    |      | Züchter: Hazera Genetics | j, o                            |
| Lovely                                                                                       |      | Züchter: Vilmorin Sa (Fr) | j                               |
| Loverboy                                                                                     |      | Züchter: Bejo Zaden B.V. | j                               |
| Lovett                                                                                       |      | | j                               |
| Lovety                                                                                       |      | Züchter: Fenix S.R.L. | j                               |
| Lovkij                                                                                       |      | Züchter: Hovrin Aleksandr Nikolaevich, Tereshonkova Tatiyana Arkadievna, Klimenko Nikolaj Nikolaevich, Kostenko Aleksandr Nikolaevich | j                               |
| Lovric                                                                                       |      | | c, d                            |
| Löwen                                                                                        |      | | f                               |
| Löwenherztomate                                                                              |      | | c                               |
| Lowveld 9889                                                                                 |      | | j                               |
| Loxton Lad                                                                                   |      | | d                               |
| Loxton Lass                                                                                  |      | | d                               |
| Lozorno                                                                                      |      | | j                               |
| Ls 330                                                                                       |      | | j, o                            |
| Ls 5000                                                                                      |      | | j, o                            |
| Lt-1                                                                                         |      | Züchter: Produkcja I Hodowla Roslin Ogrodniczych Krzeszowice Sp. Z O.O. | j                               |
| Lu Leng Ho                                                                                   |      | | c                               |
| Luana                                                                                        |      | Züchter: Esasem Spa | j                               |
| Luana Tylc                                                                                   |      | | j, o                            |
| Luanova                                                                                      |      | | j                               |
| Luban                                                                                        |      | Züchter: Plantico Hodowla I Nasiennictwo Ogrodnicze Zielonki Sp. Z O.O. | j                               |
| Lubica                                                                                       |      | | j                               |
| Lubitelskij Rozovij                                                                          |      | | c                               |
| Lubomir                                                                                      |      | | j                               |
| Lubomír                                                                                      |      | | j                               |
| Luca                                                                                         |      | Züchter: Les Graines Caillard | j                               |
| Luca F1                                                                                      |      | | j                               |
| Lucchese                                                                                     |      | | c, d                            |
| Lucciola                                                                                     |      | Züchter: Olter Srl | j                               |
| Lucena                                                                                       |      | Züchter: S & G Seeds Bv (Nl) | j                               |
| Lucente                                                                                      |      | Züchter: Semillas Fitó S.A. | j, o                            |
| Lucero                                                                                       |      | | j                               |
| Luchia                                                                                       |      | Züchter: Western Seed Espana S.A. | j                               |
| Luchiia                                                                                      |      | Züchter: Nii Kukuruzy I Sorgo Npo Porumben, 4834, Kriulianskij Raion, Kishinevskij Uezd, S. Pashkan, Moldova | j, o                            |
| Luchistyj                                                                                    |      | Züchter: Avdeev Yurij Ivanovich, Kigashpaeva Olga Petrovna, Ivanova Lyudmila Mihajlovna, Avdeev Andrej Yurievich, Samuilov Sergej Il'Dusovich | j                               |
| Luci                                                                                         |      | | j, o                            |
| Lucia                                                                                        |      | Züchter: Sementi Dotto Spa | j                               |
| Luciano                                                                                      |      | | j, o                            |
| Lucida                                                                                       |      | | g, h                            |
| Luciebell                                                                                    |      | Züchter: Nanto Seed Co Ltd. | j                               |
| Lucienne                                                                                     |      | Züchter: Hazera Genetics | j, o                            |
| Lucile                                                                                       |      | Züchter: Hazera Genetics | j, o                            |
| Lucille Tilson                                                                               |      | | c                               |
| Lucinda                                                                                      |      | Züchter: Yissum Research Developm. | c, d, j, o                      |
| Lucino                                                                                       |      | | j                               |
| Luciplus                                                                                     |      | Züchter: Hazera Genetics | j, o                            |
| Lucitop                                                                                      |      | Züchter: Hazera Genetics | j, o                            |
| Lucius                                                                                       |      | | j                               |
| Lucky                                                                                        |      | | f, j                            |
| Lucky Cross                                                                                  |      | | c, d, e, f, g, h, k             |
| Lucky Cross Pink                                                                             |      | | e, g, h                         |
| Lucky Cross X Cherokee Chocolate                                                             |      | | c, d                            |
| Lucky Heart                                                                                  |      | | c, d                            |
| Lucky Lady                                                                                   |      | | j                               |
| Lucky Leprechaun                                                                             |      | | c, d                            |
| Lucky Swirl                                                                                  |      | | d                               |
| Lucky Tiger                                                                                  |      | | c, d, e                         |
| Luckystar                                                                                    |      | | j                               |
| Lucrecia                                                                                     |      | Züchter: Syngenta Seeds B.V. | j                               |
| Lucy                                                                                         |      | Züchter: Les Graines Caillard | j                               |
| Lucy F1                                                                                      |      | | j                               |
| Lucy Tm V                                                                                    |      | | j                               |
| Luda                                                                                         |      | | j                               |
| Ludmilla's Pink Heart                                                                        |      | | c, d, e                         |
| Ludmilla's Red Plum                                                                          |      | | c, d, e                         |
| Ludmilla's Yellow Giant                                                                      |      | | c, d, e                         |
| Ludovika                                                                                     |      | Züchter: Nieli Tommaso | j                               |
| Lugano                                                                                       |      | | j                               |
| Lugas                                                                                        |      | | j                               |
| Lughente                                                                                     |      | Züchter: Tomato Colors Soc. Coop. | j                               |
| Lugwig                                                                                       |      | | c, d                            |
| Luidor                                                                                       |      | Züchter: Gavrish Sergej Fedorovich, Volok Olga Anatolievna, Kapustina Raisa Nikolaevna, Gladkov Dmitrij Sergeevich, Sedin Aleksej Anatolievich, Volkov Aleksandr Aleksandrovich, Semenova Anna Nikolaevna, Artemieva Galina Mihajlovna, Filimonova Yuliya Alekseevna, Redichkina Tatiyana Aleksandrovna                                                                               | j                               |
| Luigi                                                                                        |      | | a                               |
| Luiki                                                                                        |      | Züchter: Zenas S.R.L. | j                               |
| Luisa                                                                                        |      | Züchter: Hazera Genetics Ltd (Il)/Yissum Research Dev Of The Hebrew University Of Jerusalem (Il) | j                               |
| Luisiana                                                                                     |      | | j                               |
| Luiza                                                                                        |      | Züchter: Tarasov Yurij Dmitrievich | j                               |
| Luka                                                                                         |      | | j, o                            |
| Lukasz                                                                                       |      | Züchter: Gospodarstwo Doswiadczalne Z.W. Kowalczykowie | j                               |
| Lukoshko Na Okoshke                                                                          |      | Züchter: Myazina Lyubov' Anatolievna, Kudryavtseva Elizaveta Romanovna | j                               |
| Luksor                                                                                       |      | Züchter: Gavrish Sergej Fedorovich, Morev Viktor Vasilievich, Amcheslavskaya Elena Valentinovna, Volok Olga Anatolievna, Nikonovich Tatiyana Vladimirovna | j                               |
| Lukullus                                                                                     |      | Züchter: Franz Staib | c, d, e, f, g, h, n             |
| Lullaby                                                                                      |      | Züchter: Syngenta Participations Ag | j                               |
| Lulu                                                                                         |      | Züchter: Lamboseeds S.R.L. | j, o                            |
| Lumina                                                                                       |      | Züchter: Golden West Seed Research Co. | j                               |
| Luminance                                                                                    |      | Züchter: Monsanto Vegetable Ip Management B.V. | j, o                            |
| Luminoso                                                                                     |      | Züchter: Clause (Fr) | j, o                            |
| Lumpy Faux                                                                                   |      | | d                               |
| Lumpy Pink Potato Leaf                                                                       |      | | d                               |
| Lumpy Pink Potatoe Leaf                                                                      |      | | c                               |
| Lumpy Red                                                                                    |      | | c, d                            |
| Luna                                                                                         |      | Züchter: Dutch American Plantbreeders Corp. | j, o                            |
| Lunanera                                                                                     |      | | j                               |
| Lunar                                                                                        |      | | g, h, j                         |
| Lunar Joy (oder: Lunnyi Vostorg)                                                             |      | | e                               |
| Lunara                                                                                       |      | Züchter: Golden West Seed Co. Inc. | j                               |
| Lunarossa                                                                                    |      | | j, o                            |
| Lunaverde                                                                                    |      | Züchter: Rijk Zwaan Zaadteelt En Zaadhandel B.V. | j, o                            |
| Lunch Bucket                                                                                 |      | | c, e, g, h                      |
| Lungi Si Rotunde (oder: Lange Runde)                                                         |      | | c, g, h                         |
| Lungo Di Sarno                                                                               |      | Züchter: Cirio Ricerche S.C.P.A. | j                               |
| Lungusor                                                                                     |      | | g, h                            |
| Lunico                                                                                       |      | Züchter: Nirit Seeds Ltd | j                               |
| Lunnaya Sonata                                                                               |      | Züchter: Vinogradov Zosim Sergeevich, Stolpnikova Tamara Vladimirovna | j                               |
| Lunnji Vostorg (oder: Lunnyi Vostorg)                                                        |      | | c, d                            |
| Lunnyj                                                                                       |      | | j                               |
| Luocheng                                                                                     |      | | e, g, h                         |
| Lupin                                                                                        |      | Züchter: Yuksel Seeds Ltd. | j                               |
| Lupita                                                                                       |      | Züchter: De Ruiter Seeds | j, o                            |
| Lupitas                                                                                      |      | | d, j                            |
| Lupitas F1                                                                                   |      | | c                               |
| Lupsus                                                                                       |      | Züchter: Syngenta Participations Ag | j                               |
| Lupy                                                                                         |      | Züchter: Seminis Veget.Seeds Inc | j                               |
| Lurley's Paste                                                                               |      | | c, d                            |
| Lusena                                                                                       |      | | g, h                            |
| Lush Queen                                                                                   |      | | c, d                            |
| Lusita                                                                                       |      | | j                               |
| Lusitano                                                                                     |      | | j, o                            |
| Lussan                                                                                       |      | | j                               |
| Lustro                                                                                       |      | Züchter: Clause Semences | j                               |
| Lutea                                                                                        |      | | g, h                            |
| Luteola                                                                                      |      | | g, h                            |
| Lutescent                                                                                    |      | | c, d, e, g, h, k, m             |
| Lutescent Long Red                                                                           |      | | d                               |
| Lutsch                                                                                       |      | | c                               |
| Lutschi Is Lutschich                                                                         |      | | c                               |
| Lutschist Zürich                                                                             |      | | c, d                            |
| Luxe                                                                                         |      | | j, o                            |
| Luxor                                                                                        |      | | a, c, g, h, j                   |
| Luxurians                                                                                    |      | | g, h                            |
| Luxus                                                                                        |      | | j                               |
| Lyalyafa                                                                                     |      | Züchter: Gavrish Sergej Fedorovich, Morev Viktor Vasilievich, Amcheslavskaya Elena Valentinovna, Volok Olga Anatolievna | j                               |
| Lyana                                                                                        |      | Züchter: Guseva Lyudmila Ivanovna, Karbinskaya Elizaveta Naumovna, Tsurkanu Vasilij Aleksandrovich, Sadykina Ekaterina Ivanovna | c, d, j                         |
| Lyc 3151                                                                                     |      | | c                               |
| Lyc 458                                                                                      |      | | c                               |
| Lyc 560                                                                                      |      | | c                               |
| Lyc 68                                                                                       |      | | c                               |
| Lyc 69                                                                                       |      | | c                               |
| Lyc 859                                                                                      |      | | c                               |
| Lyc Cheesmanii Wildform                                                                      |      | | g, h                            |
| Lyc Glandulosum                                                                              |      | | g, h                            |
| Lycanto                                                                                      |      | | j                               |
| Lycobello                                                                                    |      | | j                               |
| Lycogold                                                                                     |      | Züchter: Frankel, R. | j, o                            |
| Lycomech                                                                                     |      | | j, o                            |
| Lycomech 467                                                                                 |      | | j, o                            |
| Lyconorma                                                                                    |      | | g, h                            |
| Lycopene 9                                                                                   |      | Züchter: Kim Myeong-Gwon | j, o                            |
| Lycopersicon Cheesmanii                                                                      |      | | b, c, e                         |
| Lycopersicon Cheesmanii Riley                                                                |      | | g, h                            |
| Lycopersicon Esculentum Mill.                                                                |      | | g, h                            |
| Lycopersicon Esculentum Mill. Convar. Esculentum                                             |      | | g, h                            |
| Lycopersicon Esculentum Mill. Convar. Esculentum Var. Esculentum                             |      | | g, h                            |
| Lycopersicon Esculentum Mill. Convar. Esculentum Var. Violaceum Lehm.                        |      | | g, h                            |
| Lycopersicon Esculentum Mill. Convar. Fruticosum Lehm.                                       |      | | g, h                            |
| Lycopersicon Esculentum Mill. Convar. Fruticosum Lehm. Var. Finiens Lehm.                    |      | | g, h                            |
| Lycopersicon Esculentum Mill. Convar. Fruticosum Lehm. Var. Pygmaeum Lehm.                   |      | | g, h                            |
| Lycopersicon Esculentum Mill. Convar. Fruticosum Lehm. Var. Speciosum Lehm.                  |      | | g, h                            |
| Lycopersicon Esculentum Mill. Convar. Infiniens Lehm.                                        |      | | g, h                            |
| Lycopersicon Esculentum Mill. Convar. Infiniens Lehm. Var. Amplipinnatum Lehm.               |      | | g, h                            |
| Lycopersicon Esculentum Mill. Convar. Infiniens Lehm. Var. Commune Bail.                     |      | | g, h                            |
| Lycopersicon Esculentum Mill. Convar. Infiniens Lehm. Var. Cordiforme Lehm.                  |      | | g, h                            |
| Lycopersicon Esculentum Mill. Convar. Infiniens Lehm. Var. Densifolium Lehm.                 |      | | g, h                            |
| Lycopersicon Esculentum Mill. Convar. Infiniens Lehm. Var. Flammatum Lehm.                   |      | | g, h                            |
| Lycopersicon Esculentum Mill. Convar. Infiniens Lehm. Var. Grandifolium Bail.                |      | | g, h                            |
| Lycopersicon Esculentum Mill. Convar. Infiniens Lehm. Var. Incarnatum Lehm.                  |      | | g, h                            |
| Lycopersicon Esculentum Mill. Convar. Infiniens Lehm. Var. Mikadofolium Lehm.                |      | | g, h                            |
| Lycopersicon Esculentum Mill. Convar. Infiniens Lehm. Var. Oviforme (A. Voss)                |      | | h                               |
| Lycopersicon Esculentum Mill. Convar. Infiniens Lehm. Var. Oviforme (A. Voss) Lehm.          |      | | g                               |
| Lycopersicon Esculentum Mill. Convar. Infiniens Lehm. Var. Persicoides Lehm.                 |      | | g, h                            |
| Lycopersicon Esculentum Mill. Convar. Infiniens Lehm. Var. Perspicuum Lehm.                  |      | | g, h                            |
| Lycopersicon Esculentum Mill. Convar. Infiniens Lehm. Var. Pluriloculare Lehm.               |      | | g, h                            |
| Lycopersicon Esculentum Mill. Convar. Infiniens Lehm. Var. Subviride Lehm.                   |      | | g, h                            |
| Lycopersicon Esculentum Mill. Convar. Infiniens Lehm. Var. Validum Bail.                     |      | | g, h                            |
| Lycopersicon Esculentum Mill. Convar. Parvibaccatum Lehm.                                    |      | | g, h                            |
| Lycopersicon Esculentum Mill. Convar. Parvibaccatum Lehm. Var. Bukasovii Mazk.               |      | | g, h                            |
| Lycopersicon Esculentum Mill. Convar. Parvibaccatum Lehm. Var. Cerasiforme (Dun.)            |      | | h                               |
| Lycopersicon Esculentum Mill. Convar. Parvibaccatum Lehm. Var. Cerasiforme (Dun.) Alef. S.L. |      | | g                               |
| Lycopersicon Esculentum Mill. Convar. Parvibaccatum Lehm. Var. Colombianum Mazk.             |      | | g, h                            |
| Lycopersicon Esculentum Mill. Convar. Parvibaccatum Lehm. Var. Pyriforme (Dun.)              |      | | h                               |
| Lycopersicon Esculentum Mill. Convar. Parvibaccatum Lehm. Var. Pyriforme (Dun.) Alef. S.L.   |      | | g                               |
| Lycopersicon Esculentum Mill. Convar. Scopigerum Lehm. Var. Scopigerum Lehm.                 |      | | g, h                            |
| Lycopersicon Hirsutum Humb. Et Bonpl.                                                        |      | | g, h                            |
| Lycopersicon Lycopersicum (L.) Karst. Ex Farw.                                               |      | | g, h                            |
| Lycopersicon Lycopersicum (L.) Karst. Ex Farw. Var. Cerasiforme (Dun.) Alef. S.L.            |      | | g, h                            |
| Lycopersicon Lycopersicum (L.) Karst. Ex Farw. Var. Humboldtii                               |      | | g, h                            |
| Lycopersicon Lycopersicum (L.) Karst. Ex Farw. Var. Racemiforme                              |      | | g, h                            |
| Lycopersicon Peruvianum (L.) Mill.                                                           |      | | g, h                            |
| Lycopersicon Pimpinellifolium (Jusl.) Mill.                                                  |      | | g, h                            |
| Lycopersicon Pimpinellifolium (Jusl.) Mill. Var. Pimpinellifolium                            |      | | g, h                            |
| Lycopersicon Pimpinellifolium (Jusl.) Mill. Var. Ribesoides (A. Voss) Lehm.                  |      | | g, h                            |
| Lycopersicon Sp.                                                                             |      | | g, h                            |
| Lycopersicum Americanum                                                                      |      | | c, e, g, h                      |
| Lycopersicum Capsiciforme                                                                    |      | | c                               |
| Lycopersicum Cheesmanii                                                                      |      | | d                               |
| Lycopersicum Cheesmanii Wild                                                                 |      | | g, h                            |
| Lycopersicum Chilense                                                                        |      | | c, d                            |
| Lycopersicum Chmielewski                                                                     |      | | c, d, g, h                      |
| Lycopersicum Columbianum                                                                     |      | | c, d, e, g, h                   |
| Lycopersicum Glandulosum                                                                     |      | | c, d                            |
| Lycopersicum Grandifolium                                                                    |      | | c                               |
| Lycopersicum Hirsutum                                                                        |      | | c, d                            |
| Lycopersicum Humboldtianum                                                                   |      | | c                               |
| Lycopersicum Juglandifolium                                                                  |      | | c, d                            |
| Lycopersicum Macrocarpum Lutea                                                               |      | | e, g, h                         |
| Lycopersicum Macrocarpum Nigra                                                               |      | | c                               |
| Lycopersicum Ochranthum                                                                      |      | | c, d                            |
| Lycopersicum Parviflorum                                                                     |      | | c                               |
| Lycopersicum Pennelii                                                                        |      | | d                               |
| Lycopersicum Pennellii                                                                       |      | | c, d                            |
| Lycopersicum Peruvianum                                                                      |      | | c, d                            |
| Lycopersicum Sitiens                                                                         |      | | c, d                            |
| Lycopersisum Peruvianum Var. Humifusum                                                       |      | | c                               |
| Lycoprea                                                                                     |      | | c, g, h                         |
| Lycoprea Lyconorma                                                                           |      | | g, h                            |
| Lycopride                                                                                    |      | Züchter: Frankel, R. | j, o                            |
| Lycorich                                                                                     |      | Züchter: Frankel, R. | j, o                            |
| Lycos                                                                                        |      | | j                               |
| Lycostar 190                                                                                 |      | | j, o                            |
| Lycotom                                                                                      |      | Züchter: Hazera Genetics | j, o                            |
| Lydia                                                                                        |      | Züchter: Tezier Sa (Fr) | j                               |
| Lylia                                                                                        |      | Züchter: Domaine Public (Fr) | c, d, j, n                      |
| Lynn's Mahogany Garnet                                                                       |      | | d                               |
| Lynna                                                                                        |      | | j                               |
| Lynndeza                                                                                     |      | | j                               |
| Lynnwood                                                                                     |      | | c, d                            |
| Lynx                                                                                         |      | Züchter: De Ruiter Zonen (Nl) | j                               |
| Lypsoplus                                                                                    |      | Züchter: Clause (Fr) | j                               |
| Lyra                                                                                         |      | | j                               |
| Lyric                                                                                        |      | Züchter: Hazera Genetics | j, o                            |
| Lyterno                                                                                      |      | Züchter: Rijk Zwaan Zaadteelt En Zaadhandel B.V. | j                               |
| Lyto                                                                                         |      | Züchter: Hazera Genetics | j, o                            |
| Lyuban                                                                                       |      | Züchter: Ivanova Tatiyana Evgenievna, Vasiliev Yurij Vasilievich, Pushkareva Nataliya Vyacheslavovna, Zver'Kova Veronika Gennadievna | j                               |
| Lyubava                                                                                      |      | Züchter: Sysina Elena Artemievna, Bartajya Vera Vladimirovna | j                               |
| Lyubimets                                                                                    |      | Züchter: Gavrish Sergej Fedorovich, Morev Viktor Vasilievich, Amcheslavskaya Elena Valentinovna, Degovtsova Tatiyana Vladimirovna, Volok Olga Anatolievna | j                               |
| Lyubimets Kubani                                                                             |      | Züchter: Bekov Rustam Hizrievich, Gish Ruslan Ajdamirovich, Sanina Olga Garievna, Krutov Aleksandr Sergeevich | j                               |
| Lyubimets Podmoskoviya                                                                       |      | Züchter: Bekov Rustam Hizrievich, Maksimov Sergej Vasilievich, Kostenko Aleksandr Nikolaevich | j                               |
| Lyubimyj Korol                                                                               |      | Züchter: Kudryavtseva Galina Aleksandrovna, Fotev Yurij Valentinovich, Altunina Lyubov' Petrovna, Kotel'Nikova Marina Aleksandrovna, Kondakov Sergej Nikolaevich | j                               |
| Lyubimyj Prazdnik (oder: Lyubimyi Prazdnik)                                                  |      | Züchter: Ugarova Svetlana Viktorovna, Dederko Vladimir Nikolaevich, Postnikova Tatiyana Nikolaevna | c, d, e, j                      |
| Lyubitel                                                                                     |      | Züchter: Agapov Aleksandr Stepanovich, Gurkina Lyubov' Kirillovna, Cheremushkina Nadezhda Petrovna, Shcheglova Yuliya Nikolaevna | j                               |
| Lyubitelskiy Rozovyi                                                                         |      | | d                               |
| Lyubov                                                                                       |      | Züchter: Panchev Yurij Ivanovich | j                               |
| Lyubov Zemnaya                                                                               |      | Züchter: Panchev Yurij Ivanovich | j                               |
| Lyubushka                                                                                    |      | Züchter: Kachajnik Vladimir Georgievich, Gul'Kin Mihail Nikolaevich, Karmanova Olga Alekseevna, Matyunina Svetlana Vladimirovna | j                               |
| Lyuda's Mom's Large Pink Ukrainian                                                           |      | | c, d                            |
| Lyuda's Mom's Large Red Ukrainian                                                            |      | | c, d                            |
| Lyudmila                                                                                     |      | Züchter: Gavrish Sergej Fedorovich, Amcheslavskaya Elena Valentinovna, Kapustina Raisa Nikolaevna, Artemieva Galina Mihajlovna, Filimonova Yuliya Alekseevna, Redichkina Tatiyana Aleksandrovna, Kibanova Nataliya Alekseevna | j                               |
| Lyudovik XVII                                                                                |      | Züchter: Gavrish Sergej Fedorovich, Morev Viktor Vasilievich, Amcheslavskaya Elena Valentinovna, Volok Olga Anatolievna | j                               |